# دانبکی (استان پومرانی غربی)
دانبکی (به لهستانی:  Dąbki) یک روستا در لهستان است که در گمینا داروووو واقع شده‌است. دانبکی ۲۶۵ نفر جمعیت دارد.